# Svatý Dominik
Svatý Dominik nebo též Domingo de Guzmán (asi 1170 – 6. srpna 1221) byl kazatelem a zakladatelem Řádu bratří kazatelů, který později přijal jeho jméno – dominikáni.

## Mládí

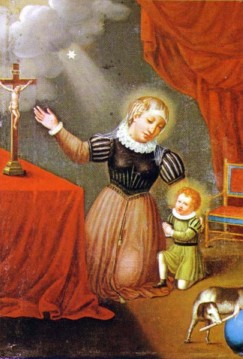
Blahoslavená Jana z Azy a malý Dominik

Domingo byl synem drobného kastilského šlechtice. Pozdější středověká tradice uvádí jako jeho rodiče rytíře Felixe de Guzmán a blahoslavenou Janu z Azy. Ještě před Dominikovým narozením se jeho matce zdálo, že jí z klína vyskočil pes a s pochodní v tlamě zapaloval celý svět. Při křtu pak kmotra zahlédla na čele novorozence zářivou hvězdu.
Celá rodina de Guzmán vynikala zbožností, Dominikovu víru ale nejsilněji upevňovala jeho matka. V sedmi letech se výchovy budoucího světce ujal strýc z matčiny strany, který byl arciknězem. Asi ve čtrnácti letech nastoupil Dominik studium v Palencii, kde se během následujících deseti let věnoval svobodným uměním a teologii. Již v této době projevoval podle soudobých pramenů zvláštní nadání i soucit. Během hladomoru v roce 1191 neváhal prodat všechen svůj majetek, aby nasytil hladové.
Po dokončení studií se v roce 1194 stal řeholním kanovníkem v biskupství Osma a profesorem zdejší katedrální školy. Roku 1203 doprovázel biskupa z Osmy, jímž byl Diego z Azaveda, na diplomatické misi do Dánska. Zde měli pro kastilského krále Alfonse VIII. dohodnout sňatek jeho syna s dánskou princeznou. Cestou se v jižní Francii setkali s heretickými katary, což zásadním způsobem ovlivnilo další Dominikův život. Zjištění, jak k šíření hereze přispívá vysoká úroveň vzdělanosti a přísná organizace sekt, ho přivedlo na myšlenku využít stejných metod pro práci katolických kněží, a dosáhnout tak lepších výsledku při potírání kacířství.

## Poslání kázat pravdu
Cestu z Dánska se biskup Diego i jeho průvodce Dominik rozhodli využít k návštěvě Říma. Diego chtěl požádat papeže Inocence III. o zproštění biskupského úřadu, aby mohl pracovat jako misionář mezi Kumány na východě Evropy. Papež ovšem nesvolil a oba Španělé se vrátili do vlasti. Cestou ještě navštívili věhlasný klášter Citeaux.
Roku 1206 se oba zúčastnili koncilu v Montpellier. Zde se rozhodli nadále bojovat proti herezi, a to nejen kázáním, ale i osobním příkladem. Biskup Diego si uvědomil, že chce-li být přijat prostými lidmi, musí žít mezi nimi ve stejné chudobě a napodobit tak lidové kazatele. Tímto způsobem chtěl přesvědčit zbloudilé kacíře o mylnosti jejich názorů a přivést je nazpět do lůna katolické církve.

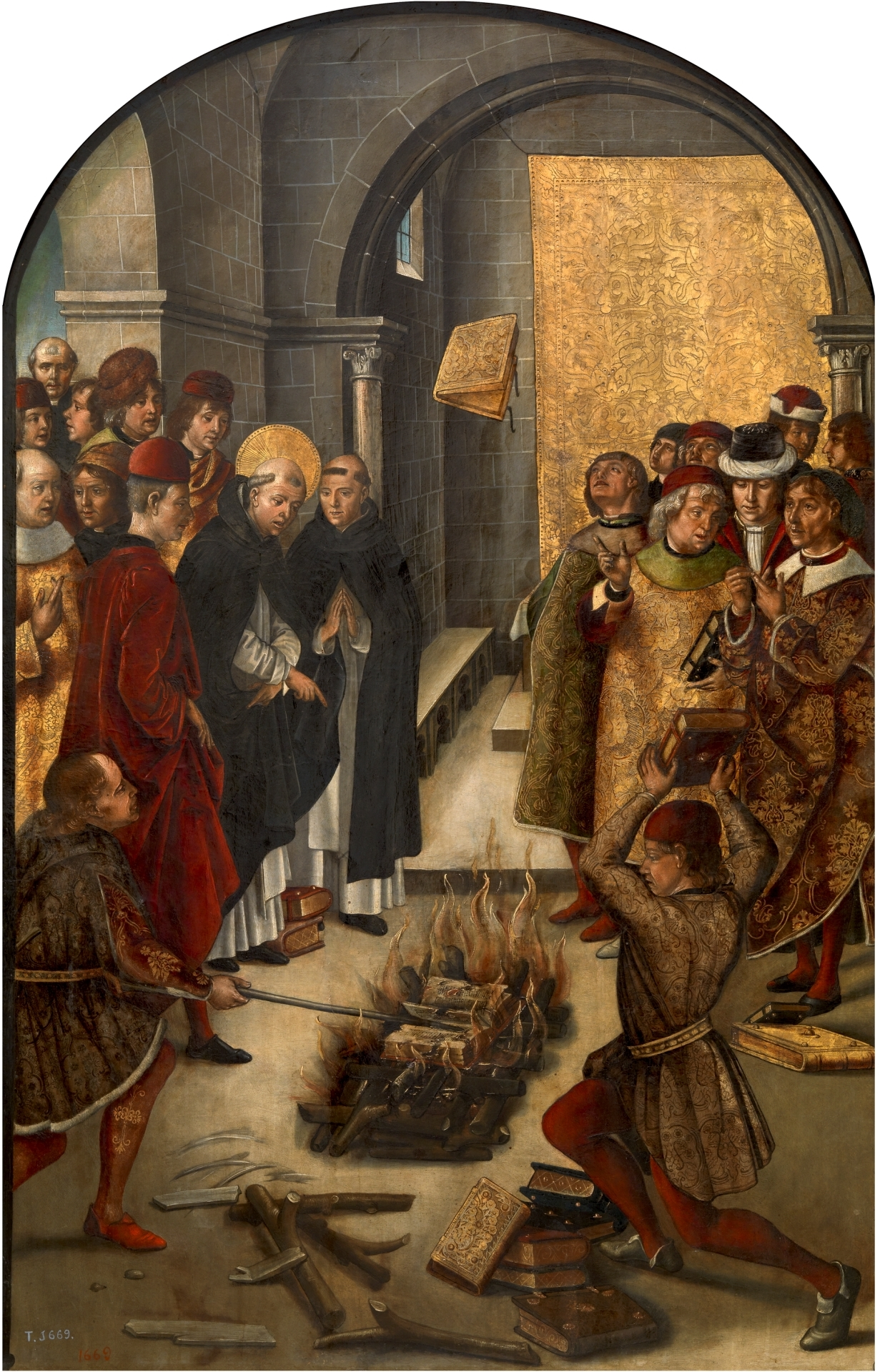
Boží soud ve Fanjeaux

Aby posílil pozici katolíků, rozhodl se Dominik na přelomu let 1206 a 1207 u obce Prouille také založit ženský klášter. Ten se měl stát útočištěm žen a dívek, které se vzdaly katarských myšlenek a zároveň být základnou pro další kazatelskou činnost v jižní Francii. Tou dobou se biskup Diego na přání papeže Inocence III. vrátil do své diecéze, kde koncem roku 1207 zemřel.
Domingo pokračoval v kazatelské činnosti, kterou nepřerušil ani během války s Albigenskými. Podle myšlenky biskupa Diega odmítal přijímat světské bohatství a přepych katolických duchovních, údajně putoval bosý, v prostém oděvu, spal na zemi nebo dřevěné desce místo lože a přísně se postil. Cestoval vždy pěšky, bez peněz nebo jiného majetku a mimo obydlené oblasti i bosý. Ke kacířům se snažil přistupovat s pokorou a trpělivostí.
Prameny popisují několik zázraků z doby, kdy Diego a Dominik pobývali v jižní Francii jako putující kazatelé. Například ve městě Fanjeaux prý Dominik i zástupci Katarů předložili písemnou obhajobu svých názorů, aby nezávislí soudci mohli rozhodnout, kdo má pravdu. Protože se však nedokázali shodnout, bylo přikročeno k Božímu soudu a obě knihy byly vhozeny do ohně. Zatímco katarský spis okamžitě shořel, Dominikova kniha zůstala neporušená a navíc byla z ohně vyvržena zpět.
V roce 1211 nechtělo 40 poutníků svatojakubské cesty z Anglie do Compostely vkročit za hradby města Toulouse, které bylo kvůli přítomnosti Katarů uvrženo do klatby. Rozhodli se proto řeku Garonne překonat ve člunu, přetížená loď se s nimi ovšem převrátila. Dominik, který se modlil nedaleko, doběhl k řece a ulehl na břeh s rukama rozpaženýma do kříže. Když dokončil modlitbu, vyzval utonulé poutníky, aby vystoupili z řeky. Ti se pak všichni v pořádku dostali na břeh.
Také úspěch katolíků v bitvě u Muretu roku 1213 je někdy přičítán svatému Dominikovi, který se prý během bojů modlil v místním kostele růženec.

## Založení Řádu bratří kazatelů

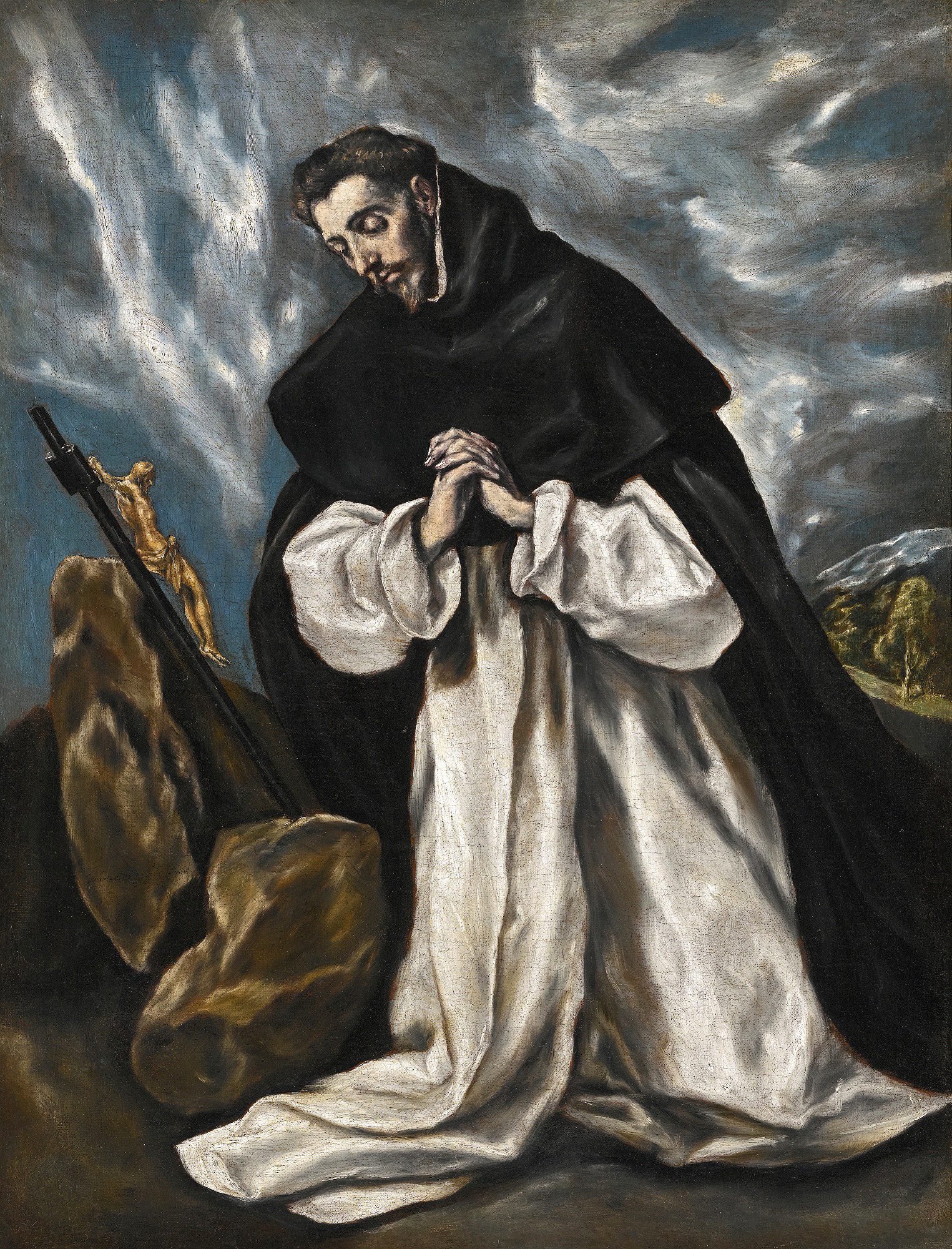
Sv. Dominik při modlitbě

Na jaře roku 1215 se Domingo spolu se šesti dalšími muži usadil v jednom z měšťanských domů v Toulouse, kde se souhlasem tamního biskupa Fulca vytvořili mnišskou komunitu.
Ještě na podzim roku 1215 se Dominik vydal na Lateránský koncil do Říma. Zde požádal o schválení nového žebravého (mendikantského) řádu, ovšem papež Inocenc III. jej nechtěl povolit, protože kázání bylo do té doby činností biskupů. Mezi usnesení koncilu navíc patřilo omezení vzniku nových řádů. Papež však nakonec návrh schválil pod podmínkou, že si Dominik pro své mnichy zvolí již existující řeholi.
Svatý Dominik si pro nový Řád bratří kazatelů (Ordo Praedicatorum) zvolil řeholi sv. Augustina. Privilegium, definitivně potvrzující vznik řádu, předal Dominikovi již nový papež Honorius III. dne 22. prosince 1216. V další listině z 21. ledna 1217 pak tentýž papež řád výslovně pověřil kazatelskou činností, která byla od počátku hlavní činností dominikánů. Až později byla do jejich péče svěřena inkvizice, sám Domingo však prý nikdy nepoužil proti kacířům násilné metody. Dominik kladl důraz na dobré teologické vzdělání svých druhů, aby dokázali dobře rozpoznat i potírat kacířské názory. Posílal je proto na nejprestižnější univerzity do Paříže, Bologne nebo Oxfordu. Celoživotní studium se mělo stát pro budoucí kazatele formou askeze. Není náhodou, že nejvýznamnější vrcholně scholastičtí filozofové Albert Veliký a Tomáš Akvinský byli dominikány.
Dominik byl také současníkem Františka z Assisi, otce františkánů, s nímž se dobře znal. Seznámili se v Římě a ačkoliv cíle měli zčásti podobné, cesty k jejich dosažení se lišily. Dominik byl střízlivější, méně bezprostřední a nebyl tak hluboce zaujat evangeliem. Byl dobrým organizátorem a na rozdíl od Františkovy skupiny prosazoval vzdělání. Jiří Rajmund Tretera o nich napsal:
"Někdy se říká, že tito dva světci dovedli Evropu 13. století zpět ke Kristu. Bývají zobrazováni, jak podpírají sloupy řítící se budovy církve. Zřejmě křesťanské národy v době počátků pozdního středověku opravdu ztrácely důvěru a kolísaly ve víře. Symptomatickými jevy té doby bylo rozšíření sektářství a naproti tomu otupění mravního vědomí zejména v různých vrstvách tehdy vznikajících a rozvíjejících se měst."

## Závěr života
Ještě v roce 1217 vyslal Dominik své bratry do různých evropských zemí, aby v nich zakládali dominikánské kláštery a upevňovali katolickou víru. Řád se tak během několika let významně rozrostl. Sám Dominik stále cestoval mezi jednotlivými komunitami a často pobýval v Římě či v Bologni, kde rovněž založil kláštery. Mezi obyvateli si rychle získal velkou vážnost a úctu. Z doby jeho působení v Itálii je popisováno množství zázraků. Například když se během stavby kláštera v Římě na jednoho z dělníků zřítila klenba, Dominik nařídil tělo vytáhnout ze sutin a poté se nad ním modlil k Bohu, než mrtvý ožil.
Jindy se mnichům nepodařilo vyprosit almužnu a jediný bochník chleba, který dostali, předali žebrákovi. Dominik je po návratu do kláštera vyzval ke společné modlitbě a pak všechny svolal do refektáře k obědu. Po společném čtení a modlitbě vstoupili do jídelny dva krásní mládenci - andělé - a rozdali řeholníkům chléb. Zároveň se nepozorovaně naplnil i sud s vínem. Totéž se prý opakovalo i roku 1218 v Bologni.
Často je připomínán také příběh, kdy římská vdova, která se pravidelně účastnila Dominikova kázání v bazilice sv. Marka byla nucena zanechat své nemocné dítě doma a po návratu je našla mrtvé. Odnesla je proto rychle za Dominikem do kláštera, ten nad dítětem udělal znamení kříže a živé je odevzdal matce.
Při zakládání ženského kláštera v Římě údajně oživil Napoleona Orsiniho, synovce jednoho z kardinálů, když se zabil pádem z koně. Poté, co chlapcovo tělo přinesli, odsloužil Dominik mši. Pak se ještě nad tělem pomodlil a poručil mrtvému vstát, načež se mladík zvedl a zdravý odešel. Modlitbou oživil i dítě, které vypadlo z okna domu, kde Dominik přenocoval asi v roce 1219 cestou z Francie do Itálie. Během této cesty také požehnal v Avignonu studnu se zkaženou vodou. Mnoho lidí se pak po vypití vody z této studny uzdravilo.

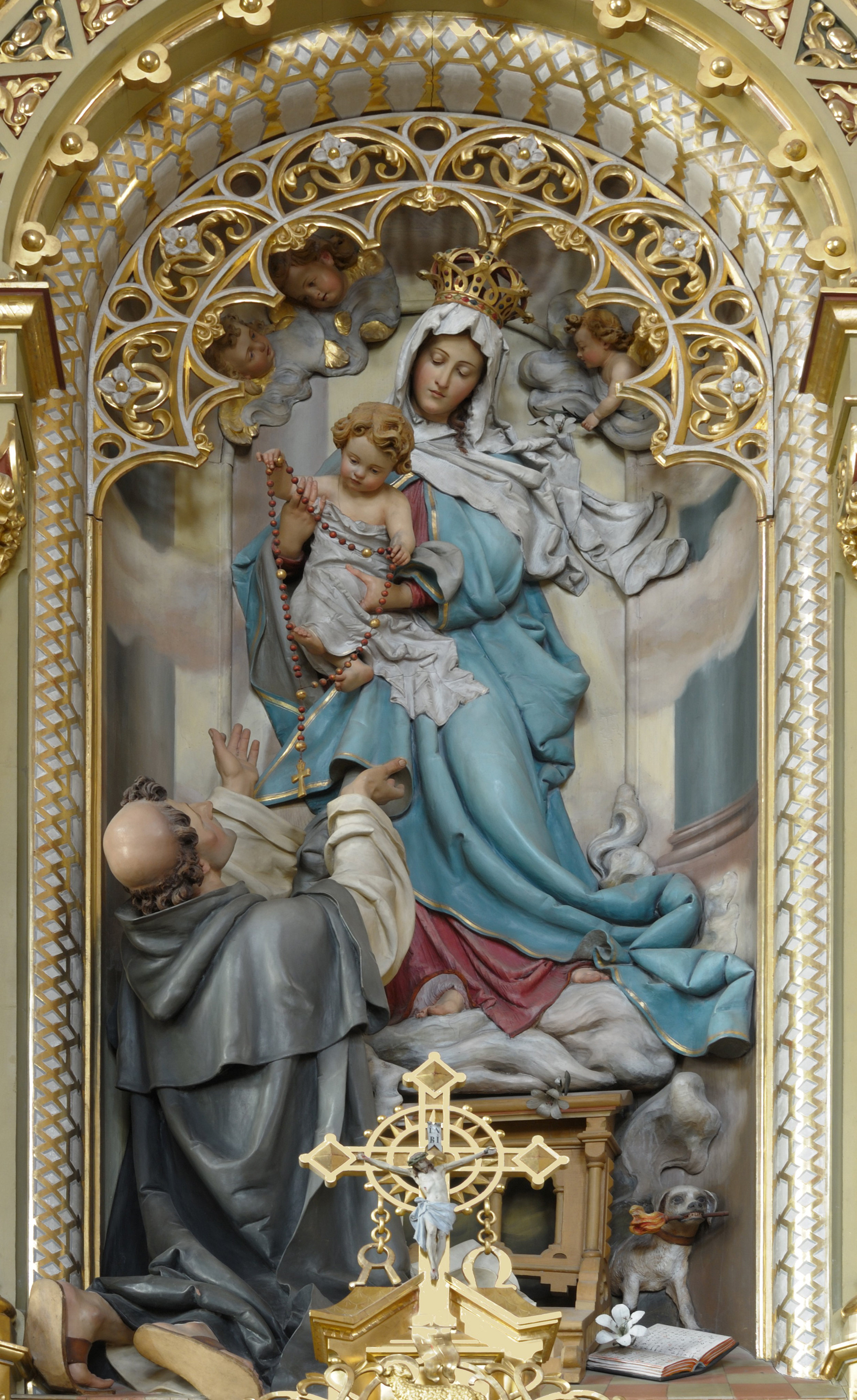
Panna Marie předává Dominikovi růženec

Ještě během pobytu ve Francii potkal se svými druhy na cestě z Toulouse skupinu německých poutníků. Když poutníci slyšeli, jak se mniši modlí a zbožně zpívají žalmy, připojili se k nim a čtyři dny je ze svých zásob hostili. Dominik měl výčitky, že se nechávají od poutníků živit, ale nemohou s nimi mluvit, protože si nerozumějí. Po modlitbě však hned dokázali mluvit německy, takže spolu mohli promlouvat další čtyři dny, než došli do Orléans. Zde se opět rozdělili a Dominik s bratry pokračoval do Paříže. Cestou je překvapila prudká bouřka, ale jakmile Dominik učinil rukou znamení kříže, šli uprostřed hustého deště zcela suší.

## Smrt
Po skončení každoroční kapituly v roce 1221 v Bologni byl Dominik již zcela vyčerpán dosavadní horlivou činností i přísnou askezí. Zemřel 6. srpna 1221 v místním dominikánském klášteře. S bratry se loučil slovy: „Neplačte, po smrti vám budu užitečnější než za živa.“ Pohřben byl podle svého přání v klášterním kostele sv. Mikuláše (dnešní bazilika sv. Dominika). Pohřbu se zúčastnil také kardinál Ugolino, který Dominika již jako papež Řehoř IX. 3. července 1234 svatořečil.
Z důvodu poškození hrobky při přestavbě kostela musely být ostatky v roce 1233 přeneseny. Při otevření rakve údajně mniši našli Dominikovo tělo nepoškozené a všimli si i příjemné vůně, která z hrobu vycházela.

## Růženec
Svatému Dominikovi se často přičítá zavedení růžence, ačkoliv jeho původ je pravděpodobně starší. Podle tradice modlitbu svatého Růžence zjevila Dominikovi Panna Marie, když se k ní po tři dny a tři noci modlil v hustém lese poblíž Toulouse, zklamaný z neúspěchů při kázání mezi heretickými Katary.
V každém případě se o rozšíření Růžence v následujících staletích významně zasadil právě Dominikem založený Řád bratří kazatelů.

## Umění
Dominik bývá zobrazován v dominikánském šatu - bílé tunice a škapulíři, s dlouhým černým pláštěm s kapucí.
Mívá atributy:
- lilie – symbol čistoty
- kniha (evangelium) – odkaz na kazatelství
- hvězda, často na čele – odkaz na hvězdu, která sestoupila na jeho čelo při křtu a také na záři, kterou viděli různí svědci vycházet z jeho čela v dospělosti
- černobílý pes s planoucí pochodní v tlamě – odkaz na sen Jany z Azy před Dominikovým narozením (tradice o snu patrně souvisí se slovní hříčkou, týkající se řádu dominikánů - Domini canis znamená v latině „pes Páně“)
- růženec – odkaz na tradici, která přičítá zavedení modlitby Růžence právě Dominikovi

Časté se zobrazuje:
- pálení kacířských knih - odkaz na pálení knih ve Fanjeaux, kdy Dominikův spis vyšel z plamenů nepoškozený
- Dominik podpírající Lateránskou baziliku – odkaz na sen papeže Inocence III., který údajně umožnil vznik Řádu bratří kazatelů
- Kristus se třemi šípy (kopími) – odkaz na Dominikovu vizi, ve které chtěl Kristus vyslat trest na hříšné lidstvo, avšak Panna Marie se přimluvila za slitování s poukazem na Dominika a Františka z Assisi
- sv. Petr a Pavel předávající Dominikovi hůl a evangelium – odkaz na vizi, ve které Petr a Pavel předali Dominikovi tyto atributy se slovy "Jdi a kaž!"
- vzkříšení Napoleona Orsiniho - synovce jednoho z kardinálů, který se v Římě zabil pádem z koně
- Andělé s chlebem – kteří se zjevili, když Dominik s bratry neměli co jíst
- mnich dostává Dominikův portrét od Panny Marie – odkaz na sen dominikána ze Soriana; zázračný obraz dostal též na přímluvu Magdalény a Kateřiny Sienské, které jsou zobrazovány

Úcta ke svatému Dominikovi se projevila i v jeho zpodobnění v Dantově Božské komedii, v části Ráj.